# Trufla (kynologia)

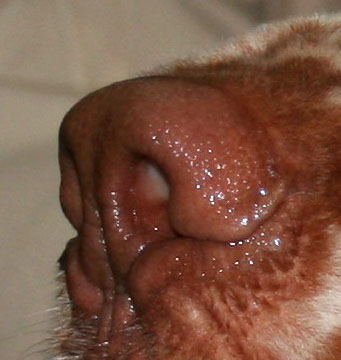
Trufla u Clumber spaniela

Trufla – u psów bezwłosa, najczęściej zawilgocona, końcówka nosa. Odcień i kolor trufli może być całkiem czarny, brązowy, wątrobiany lub jasnoróżowawy. Wielkość trufli w stosunku do kufy jest różna u różnych ras.